# Sławomir Kosmynka
Sławomir Kosmynka – polski grafik, fotograf, typograf, performer, nauczyciel akademicki. Znany przede wszystkim jako autor plakatów.

## Życiorys
W 1984 ukończył studia na Akademii Sztuk Pięknych im. Władysława Strzemińskiego w Łodzi otrzymując dyplom w Pracowni Typografii prof. Krzysztofa Lenka, w Pracowni Malarstwa prof. Stanisława Fijałkowskiego oraz w Pracowni Fotografii prof. Ireneusza Pierzgalskiego. Od 1994 pracował na macierzystej uczelni jako asystent prof. Stanisława Łabęckiego. W 2000 uzyskał doktorach ze sztuk plastycznych, natomiast w 2007 habilitację. W 2018 decyzją Prezydenta Rzeczypospolitej Polskiej otrzymał tytuł profesora.
Razem ze swoją partnerką Ewą Bloom-Kwiatkowską prowadził działającą w latach 80. galerię Chaos Faza 3, która funkcjonowała nielegalnie w bloku przy ul. Wigury 15 w Łodzi. 27 stycznia wraz z partnerką dokonali spalenia wszystkich dzieł artystycznych. Performance miał miejsce przy ul. Wigury 13 i nosił nazwę Himmel über Stadt (Dymy nad miastem). Paleniu towarzyszył odczyt manifestu Chaos Faza 3/Wojna obrazów. Całość związana była z decyzją urzędników, którzy doprowadzili do zamknięcia galerii Chaos Faza 3. W efekcie Ewa Bloom-Kwiatkowska straciła możliwość przechowywania swoich wielkoformatowych dzieł. Wiele z nich poruszało tematykę systemów totalitarnych i autorytarnych, a poprzez ich zniszczenie artystka nawiązywała do wielu przykładów cenzury stosowanej w owych systemach.
Sławomir Kosmynka w swoim dorobku posiada projekty i realizacje graficzne książek, serii wydawniczych, szablonów, plakatów, folderów, magazynów, wydawnictw prasowych, teatralnych i muzycznych. Współpracował również z Teatrem Nowym im K. Dejmka w Łodzi, dla którego stworzył serię plakatów reklamujących spektakle.
Jego plakaty znajdują się w zbiorach m.in: Muzeum Plakatu w Wilanowie, Galerii Plakatu w Krakowie/Krzysztof Dydos Poster Collection, BWA w Katowicach; Smith Poster Gallery London, UK; Fort Collins University Texas (USA); Ogaki City Art Museum (Japonia); Lahti Poster Museum (Finlandia); Tokyo Poster Museum (Japonia); Stadt Galerie Osnabruck (Niemcy); OX Gallery (Niemcy); Galerii Noumen, Stichting Nederlands Archief Grafisch Ontwerpers (NAGO), Utrecht, (Holandia); Marmara University Fine Arts Faculty (Turcja); Archiwum Teatru Nowego w Łodzi; Archiwum Teatru Ateneum w Warszawie; Archiwum Teatru Ochoty w Warszawie, Archiwum Teatru Studyjnego w Łodzi; Archiwum Teatru Wielkiego w Łodzi, Archiwum Polskiego Teatru Tańca w Poznaniu; w kolekcjach prywatnych w kraju i za granicą.